# Чилі на зимових Олімпійських іграх 2014
Чилі на зимових Олімпійських іграх 2014 року у Сочі було представлене 6 спортсменами у 3 видах спорту.